# 黑头树鹊

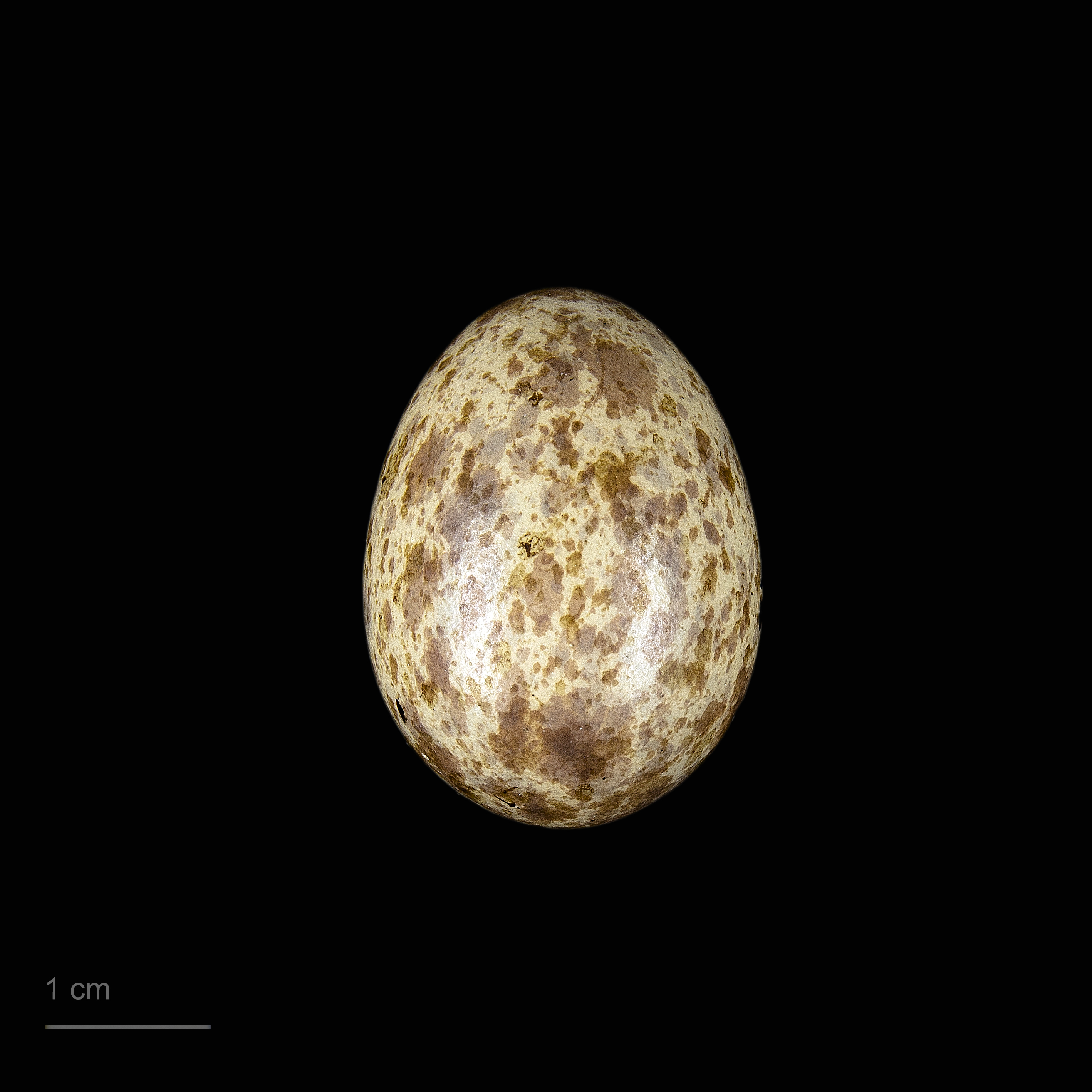
卵 Crypsirina cucullata

黑头树鹊（学名：Crypsirina cucullata），是鸦科盘尾树鹊属的一种，为缅甸的特有种。该物种的保护状况被评为近危。
黑头树鹊的栖息地包括亚热带或热带的旱林、亚热带或热带严重退化的前森林和亚热带或热带的（低地）干燥疏灌丛。